# Пепин (окръг, Уисконсин)
Окръг Пепин (на английски: Pepin County) е окръг в щата Уисконсин, Съединени американски щати. Площта му е 645 km², а населението – 7318 души (1 април 2020). Административен център е град Дуранд.